# Hôtel Maës
L'hôtel Maës est un hôtel particulier bâti en 1827, situé au no 4 de la place Général-Mellinet entre le boulevard Allard et la rue Richer, dans le quartier Dervallières - Zola de Nantes, en France. L'immeuble a été inscrit au titre des monuments historiques en 2011.

## Historique
L'hôtel particulier est construit par Allard, avant d'être repris par Pierre-Joseph Maës, puis à nouveau par les Allard et leur descendance.
Il est la résidence d'Albert Lespinette entre 1886 et 1901. Le savonnier-parfumeur Alexis Biette l'acquiert en 1902. Son fils, Maxime Biette, le revend à la famille Lefèvre-Utile en 1931.
Le bâtiment est inscrit au titre des monuments historiques par arrêté des 24 octobre 1988 et 29 août 2011.

## Architecture

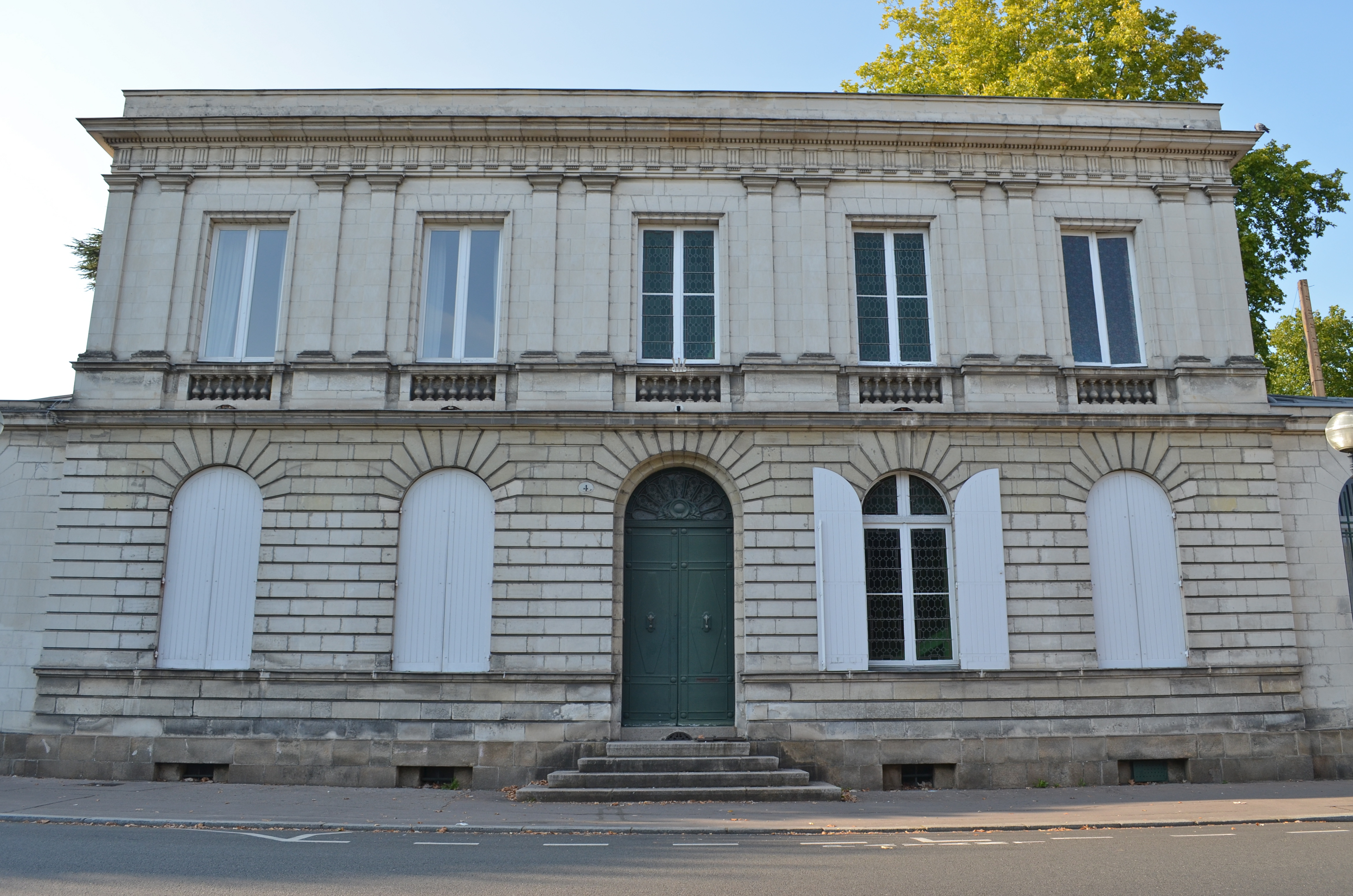